# Beatriz García Vidagany
Beatriz García Vidagany (nascida em 17 de Novembro de 1988) é uma ex-tenista profissional espanhola.
Seus melhores rankings foram 146º de simples, em 5 de julho de 2010, e 148º de duplas, em 23 de março de 2015. Conquistou dois títulos de simples e quatro de duplas no circuito ITF.

## Carreira
No WTA de Marbella de 2010, obteve a primeira vitória sobre uma tenista do top 100 (Kristina Barrois, 87ª colocada) e a primeira vitória em chave principal de torneio WTA na carreira. Na fase seguinte, derrotou a 10ª do mundo Kim Clijsters por 7–5, 4–6, 6–4, sua primeira e única em cima de uma top 10.
Anunciou a aposentadoria em dezembro de 2015 devido a recorrentes lesões.

## Finais

### Circuito ITF

#### Simples: 7 (2 títulos, 5 vices)
| Status                | V–D                   | Cidade/país           | Categoria     | Adversária                | Resultado          |
| Data                  | Data                  | Cidade/país           | Piso          | Adversária                | Resultado          |
| --------------------- | --------------------- | --------------------- | ------------- | ------------------------- | ------------------ |
| Vice (2–5) Jul 2013   | Vice (2–5) Jul 2013   | Contrexéville, França | 50.000 saibro | Timea Bacsinszky          | 1–6, 1–6           |
| Vice (2–4) Mai 2012   | Vice (2–4) Mai 2012   | Bréscia, Itália       | 25.000 duro   | Anna Karolína Schmiedlová | 3–6, 2–6           |
| Vice (2–3) Jun 2010   | Vice (2–3) Jun 2010   | Pozoblanco, Espanha   | 50.000 duro   | Olivia Sanchez            | 3–6, 4–6           |
| Vice (2–2) Out 2009   | Vice (2–2) Out 2009   | Granada, Espanha      | 25.000 duro   | María Irigoyen            | 7–5, 2–6, 4–3, ab. |
| Campeã (2–1) Abr 2009 | Campeã (2–1) Abr 2009 | Vic, Espanha          | 10.000 saibro | Aleksandra Josifoska      | 2–6, 6–2, 6–2      |
| Campeã (1–1) Mai 2008 | Campeã (1–1) Mai 2008 | Tortosa, Espanha      | 10.000 saibro | Amanda Carreras           | 6–2, 6–3           |
| Vice (0–1) Fev 2007   | Vice (0–1) Fev 2007   | Maiorca, Espanha      | 10.000 saibro | Tatjana Priachin          | 3–6, 3–6           |

#### Duplas: 11 (4 títulos, 7 vices)
| Status                   | V–D                      | Cidade/país                    | Categoria      | Parceira               | Adversárias                                        | Resultado         |
| Data                     | Data                     | Cidade/país                    | Piso           | Parceira               | Adversárias                                        | Resultado         |
| ------------------------ | ------------------------ | ------------------------------ | -------------- | ---------------------- | -------------------------------------------------- | ----------------- |
| Vice (4–7) 8 mar 2015    | Vice (4–7) 8 mar 2015    | Curitiba, Brasil               | 25.000 saibro  | Florencia Molinero     | Ysaline Bonaventure Rebecca Peterson               | 6–4, 3–6, [5–10]  |
| Vice (4–6) 13 set 2014   | Vice (4–6) 13 set 2014   | Saint-Malo, França             | 50.000 saibro  | Tatiana Búa            | Giulia Gatto Monticone Anastasia Grymalska         | 3–6, 1–6          |
| Campeã (4–5) 2 jun 2014  | Campeã (4–5) 2 jun 2014  | Marselha, França               | 100.000 saibro | Lourdes Domínguez Lino | Yuliya Beygelzimer Olga Savchuk                    | 6–1, 6–2          |
| Vice (3–5) 5 mai 2014    | Vice (3–5) 5 mai 2014    | Tunis, Tunísia                 | 25.000 saibro  | Marina Melnikova       | Andrea Gámiz Valeria Savinykh                      | 4–6, 1–6          |
| Campeã (3–4) 16 fev 2014 | Campeã (3–4) 16 fev 2014 | São Paulo, Brasil              | 25.000 saibro  | Dinah Pfizenmaier      | Mariana Duque Mariño Paula Cristina Gonçalves      | 7–66, 4–6, [10–8] |
| Vice (2–4) 9 set 2013    | Vice (2–4) 9 set 2013    | Sófia, Bulgária                | 25.000 saibro  | Réka-Luca Jani         | Dia Evtimova Viktoriya Tomova                      | 4–6, 6–2, [6–10]  |
| Vice (2–3) 11 nov 2012   | Vice (2–3) 11 nov 2012   | Benicarló, Espanha             | 25.000 saibro  | Andrea Gámiz           | Conny Perrin Maša Zec Peškirič                     | 4–6, 3–6          |
| Vice (2–2) 6 jun 2009    | Vice (2–2) 6 jun 2009    | Galatina, Itália               | 25.000 saibro  | María Emilia Salerni   | Elena Bovina Regina Kulikova                       | 2–6, 1–6          |
| Campeã (2–1) 29 out 2006 | Campeã (2–1) 29 out 2006 | Sant Cugat del Vallès, Espanha | 25.000 saibro  | Nuria Sánchez García   | Cristina Sánchez-Quintanar Francisca Sintès Martín | 3–6, 6–3, 6–3     |
| Campeã (1–1) 8 out 2006  | Campeã (1–1) 8 out 2006  | Granada, Espanha               | 10.000 saibro  | Julia Parasyuk         | Carolina Gago Fuentes Verdiana Verardi             | 6–4, 6–4          |
| Vice (0–1) 17 set 2006   | Vice (0–1) 17 set 2006   | Lleida, Espanha                | 10.000 saibro  | Irene Rehberger Bescos | Rebeca Bou Nogueiro Victoria Valls-Comamala        | 3–6, 1–6          |